# 江西青山湖高新技术产业园区
南昌昌东工业区，是中华人民共和国江西省南昌市青山湖区的工业园，辖区列为青山湖区的一个类似乡级单位。

## 历史沿革
2001年9月南昌昌东工业区成立，将罗家镇的梧岗村、胡家村、佛塔村、京川村、石桥村、义坊村、沈桥村以及黎明村划归给其管理。

## 行政区划
南昌昌东工业区下辖以下地区：
梧岗村、胡家村、佛塔村、京川村、石桥村、义坊村、沈桥村、黎明村、一区社区和二区社区。